# Арсенишвили, Заира Ивановна
Заира Ивановна Арсенишвили (30 ноября 1933 Телави — 9 августа 2015) — советская и грузинская писательница и сценарист, лауреат Государственной премии СССР (1980).

## Биография
Родилась 30 ноября 1933 года. В 1937 году её отец Иван Арсенишвили был репрессирован, в декабре он был арестован и через два месяца расстрелян. В 1954 году закончила филологический факультет Тбилисского государственного университета, а в 1956 году — музыкальную школу по классу скрипки. Работала учителем музыки, играла в оркестре Тбилисского театра оперы и балета.
В 1970-х годах начала работать в кино, плодотворно сотрудничила с режиссёром Ланой Гогоберидзе, написала сценарии почти для всех её фильмов. Была автором нескольких романов.
Умерла в Тбилиси 9 августа 2015 года на 82-м году жизни.

## Признание и награды
- 1980 — Государственная премия СССР в области литературы, искусства и архитектуры за художественный фильм «Несколько интервью по личным вопросам» (1978) производства киностудии «Грузия-фильм».
- 1998 — Государственная премия Грузии за роман «Реквием для баса, сопрано и семи инструментов».

## Фильмография
- 1972 — Когда зацвёл миндаль
- 1975 — Переполох
- 1978 — Несколько интервью по личным вопросам
- 1979 — Человек ли он?
- 1983 — День длиннее ночи
- 1986 — Круговорот
- 1987 — Бабушка для всех
- 1992 — Вальс на Печоре
- 2010 — Феличита (Грузия, короткометражный)